# Horní Sněžná
Horní Sněžná (německy Oberschneedorf) je zaniklá osada a katastrální území města Volary v okrese Prachatice. Nachází se 4,5 km jihovýchodně od Volar, v Želnavské hornatině, na náhorní plošině na rozvodí Vltavy a Blanice, mezi vrcholy Křemenné a Doupné hory, v nadmořské výšce 1010 m. Náleží do CHKO Šumava.

## Historie
První písemná zmínka o osadě pochází z roku 1654. V roce 1910 zde stálo 30 domů, v nichž žilo 146 obyvatel (všichni německé národnosti). Byla zde škola a hostinec.

## Současnost
Horské louky slouží jako pastviny, otevírají se z nich daleké výhledy (na Knížecí stolec, Chlum, Křišťanov), od lavičky na louce mezi vrcholy Doupné hory jsou viditelné i Alpy. V prostoru bývalé osady Horní Sněžná se zachovaly velký kamenný kříž z roku 1888 a kovový křížek na kamenném podstavci z roku 1882. Na několika místech jsou patrné ruiny statků, zplanělé sady a kamenné tarasy. V blízkosti bývalé osady byl postaven televizní vysílač, který v současnosti slouží operátorům mobilních telefonů.

## Katastrální území
Katastrální území Horní Sněžná má výměru 778,7 ha a nacházejí se v něm bývalé osady Horní a Dolní Sněžná a Nové Chalupy, vrcholy Křemenná, Doupná hora a Větrný. Dále sem zasahují národní přírodní památky Prameniště Blanice a Blanice a rostou zde 3 památné stromy: Buk v Horní Sněžné (500 let starý buk roste na hřebeni komunikace ze zaniklé osady Horní Sněžná, dosahuje výšky 14 metrů), Klen Nové Chalupy (javor klen dosahuje výšky 25 metrů) a Klen v Horní Sněžné (28 metrů vysoký klen roste u cesty na sever z křižovatky).

## Zmínky v literatuře
Spisovatel Eduard Bass umístil rodiště hlavních postav svého románu Cirkus Humberto, otce a syna Antonína a Václava Karase do fiktivní obce Horní Sněžná, která se neshoduje s bývalou Horní Sněžnou (Oberschneedorf). Zatímco obyvatelstvo skutečného Oberschneedorfu byli Němci, Antonín Karas je Čech a obyvatelé Bassovy Horní Sněžné hovoří chodským nářečím,